# Atomismul în Grecia Antică

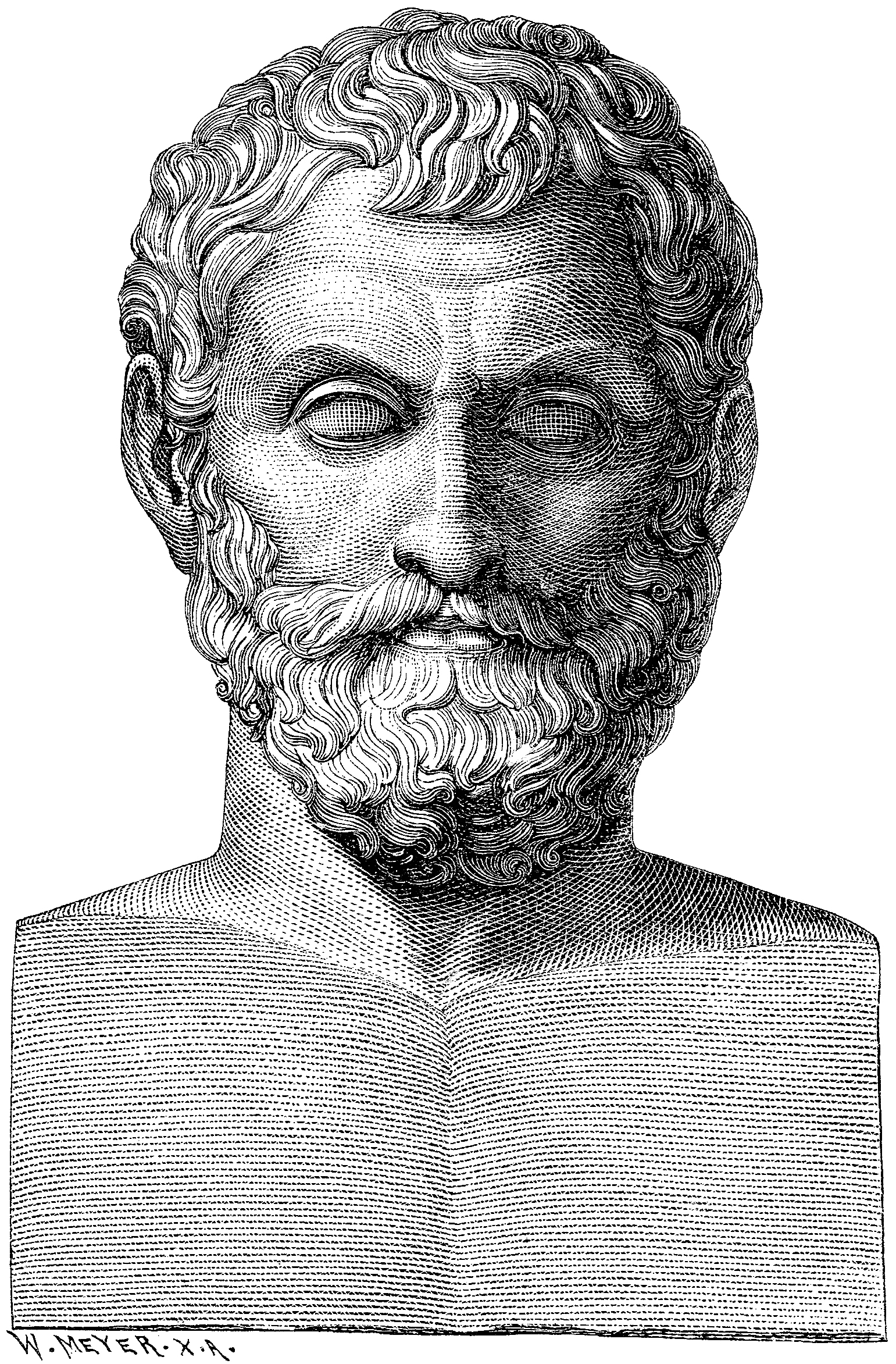
Thales din Milet

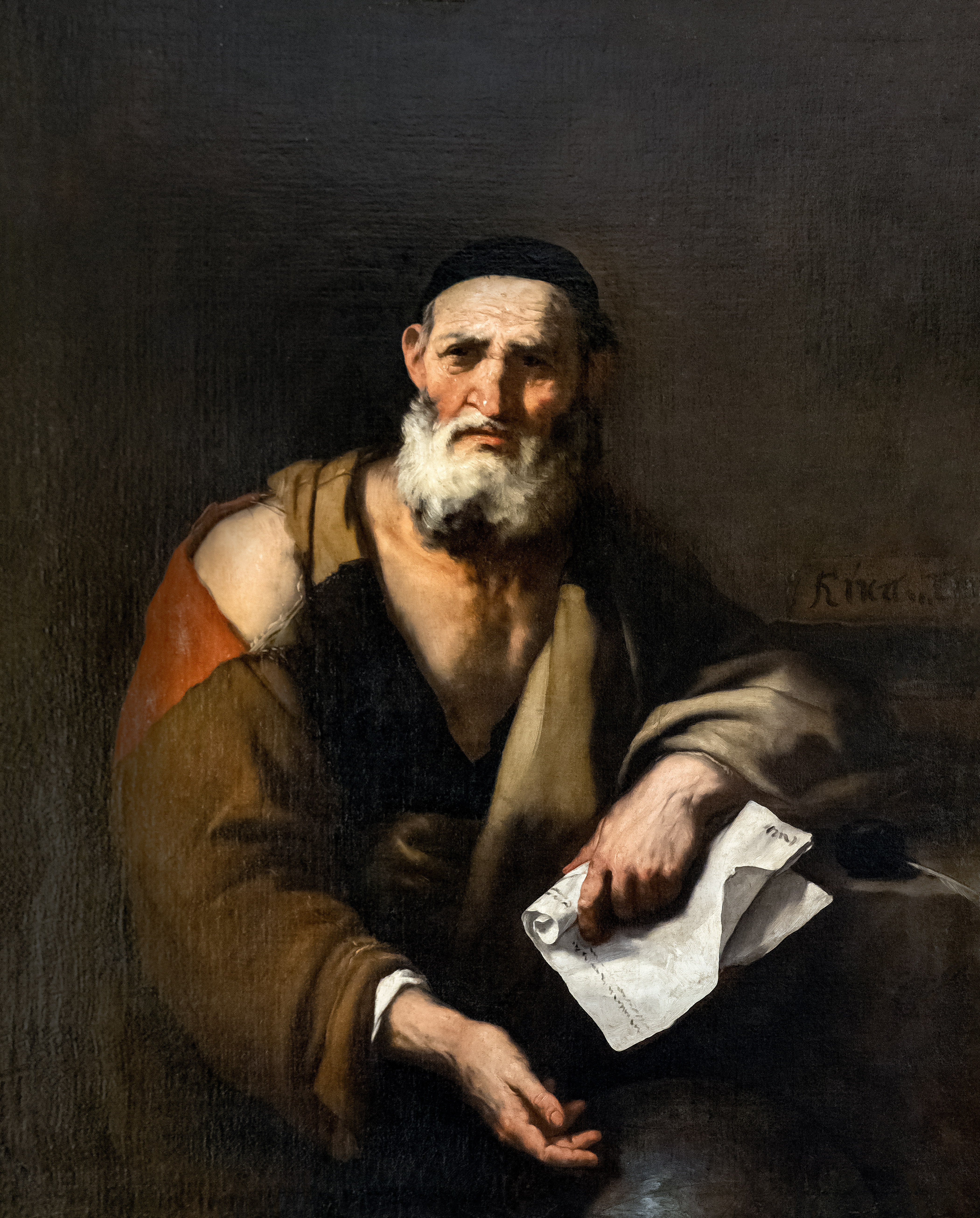
Leucip

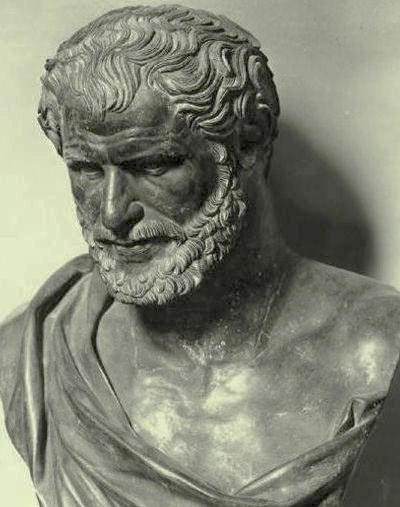
Democrit (?)

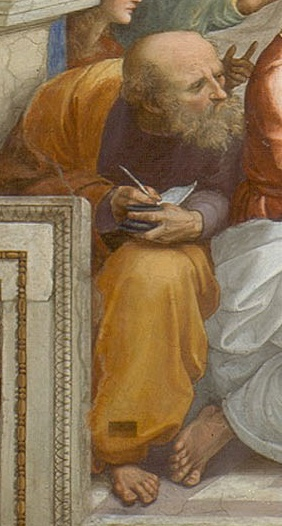
Anaximandru

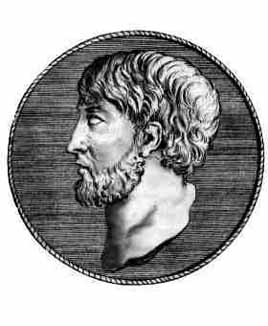
Anaximene

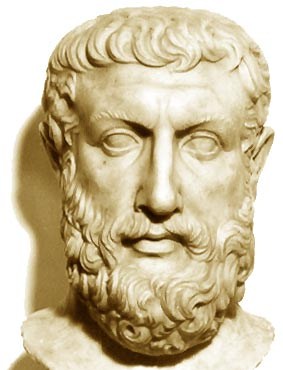
Parmenide

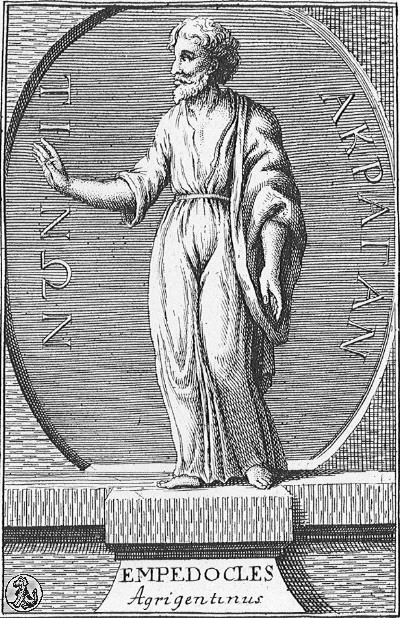
Empedocle

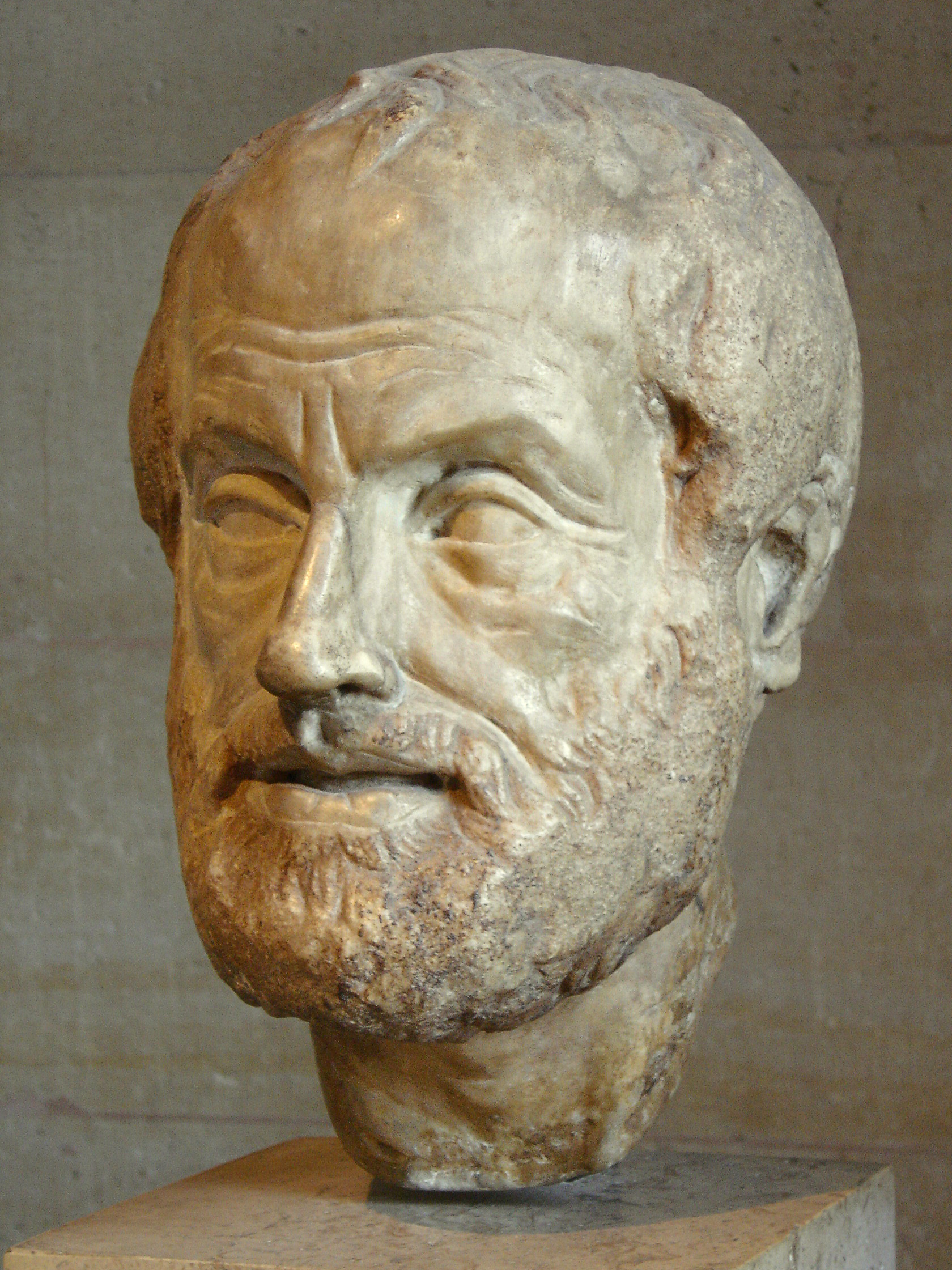
Aristotel

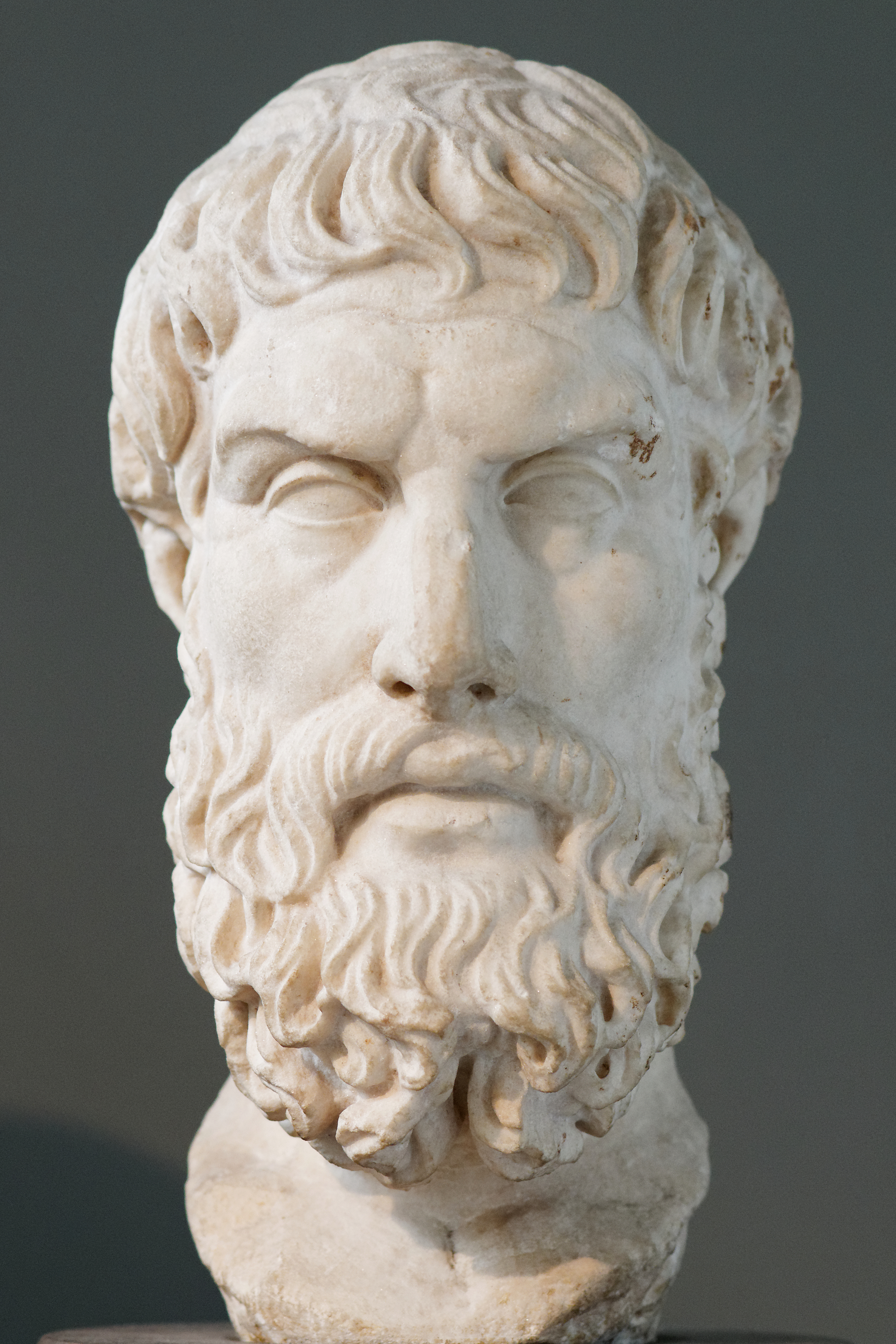
Epicur

Atomismul în Grecia Antică, apărut în secolul al V-lea î.Hr., este expresia unui număr de teorii importante din filosofia naturală, care consideră că Universul este compus din atomi (în greacă άτομο átomo = indivizibil).

## Ideile filosofilor greci atomiști
Acești filosofi au elaborat o serie de explicații pentru originile interacțiunilor corpurilor indivizibile, cum sunt atomii, întrucât acești atomi - care au doar puține proprietăți intrinseci, cum ar fi dimensiunea și forma - se lovesc unul de celălalt, revin și se blochează într-un vid infinit. Această filosofie naturală atomistă a evitat o explicație teleologică și a negat o intervenție sau un proiect divin, privind orice combinație de atomi ca produsă de interacțiunile materiale ale corpurilor, proprietățile lor macroscopice fiind rezultatul acestor interacțiuni.
Thales din Milet a fost primul filozof grec care a introdus noțiunea de element material primar și ultim al tuturor lucrurilor și fenomenelor cosmice și pe care l-a identificat ca fiind apa.
Leucip este prima figură a cărei aderare la atomism este bine documentată. El afirmă că mișcarea atomilor, desfășurată potrivit legilor mecanicii, stă la baza macrocosmosului și microcosmosului ca și a perceperii umane. Leucip și Democrit sunt considerați primii atomiși în tradiția grecească.
Democrit a preluat teoria atomistă a dascălului său Leucip, dezvoltând-o într-un adevărat sistem filosofic, conform căruia la baza lumii se află atomii – care coincid cu realul (plinul) – și vidul (neantul, golul). Atomii sunt particule solide, indivizibile, imperceptibile, necreate și eterne, în continuă mișcare; din combinarea lor iau naștere toate lucrurile care alcătuiesc universul (atât corpurile materiale cât și sufletul uman). Pe când atomii înșiși persistă în timp, tot ce putem percepe în lumea noastă este trecător și supus modificării.
Anaximandru, ca și alți reprezentanți ai școlii ioniene, a fost preocupat de căutarea originii lucrurilor, identificând în apeiron (fără limite) materia primordială care stă la baza universului.
Anaximene era preocupat, asemenea celorlalți filozofi ionieni, de căutarea elementului primordial, etern și divin, identificat de el cu aerul (înlocuind prin acesta apeiron-ul abstract al dascălului său).
Parmenide. În concepția lui Parmenide, atomii nu pot fi modificați, nu există o diferențiere internă care să permită divizarea lor. Există multe Ființe, nu doar una singură, separate una de alta prin nimic, adică prin vid.
Empedocle. Asemenea filosofilor naturaliști ionieni sau lui Parmenide, Empedocle consideră că universul reprezintă doar formele pe care le ia physis⁠(en)[traduceți] (substanța primordială) în transformările ei.
Aristotel era obsedat de forțe, de cauzalitate.
Epicur a adus modificări semnificative teoriei atomiste, pornind de la constatarea că Democrit nu ar fi făcut distincție între teza indivizibilității fizice a atomilor și aceea a indivizibilității lor conceptuale. Aceasta ridică o problemă: cum pot atomii avea părți (așa rezultă din variațiile lor de formă sau proprietatea de a forma corpuri mari venind în contact unii cu alții). Epicur a făcut această distincție, afirmând că atomii indivizibili au părți conceptual distincte dar că există o limită inferioară a acestora.